# Odontognathus
Odontognathus là một chi cá bẹ, trước đây xếp trong họ Clupeidae, nhưng gần đây đã được chuyển sang họ Pristigasteridae. Hiện tại thì có 3 loài được ghi nhận trong chi này, tất cả chúng đều sống trong vùng nước nhiệt đới ở Tây bán cầu.

## Các loài
- Odontognathus compressus Meek & Hildebrand, 1923 (Caribbean longfin herring)
- Odontognathus mucronatus Lacépède, 1800 (Guiana longfin herring)
- Odontognathus panamensis (Steindachner, 1876) (Panama longfin herring)